# Битва в штаб-квартире
«Битва в штаб-квартире» (англ. Basic Training) — американский эротическо-шпионский кинофильм.

## Сюжет
Молодая девушка Мелинда едет в Вашингтон, чтобы посетить свою подругу Дебби, и найти работу в государственных органах. Она надеется стать частью военной системы, найти её недостатки и попытаться улучшить организацию в военных ведомствах. Она попадает в Пентагон и получает там вначале низшую должность. По мере службы она узнаёт некоторую важную информацию и высказывает довольно либеральные взгляды. Её шеф в большей степени заинтересован в том, чтобы залезть к ней под юбку, нежели чем найти потерянные данные о России. Мелинда сопротивляется ухаживаниям шефа и продолжает свой рабочий путь в Пентагоне. Она находит тонкие способы заполучить власть в этом ведомстве, манипулируя небрежностью мужчин, служащих в Пентагоне. Её цель — найти способ для разрядки напряжённости между США и СССР и остановить разрастание конфликта с русскими.

## В ролях
- Энн Дузенберри — Мелинда
- Ронда Шир — Дебби
- Анжела Амес — Шерил
- Уилл Най — подполковник Крэнстон
- Уолтер Готелл — посол СССР Набоков
- Марти Брилл — генерал Стромбо
- Уильям Форестер — генерал Кен
- Кристофер Пеннок — майор Магнум
- Марк Уитерс — капитан Дриздел
- Жерар Прендерзагт — Билл Слейтер
- Марти Коэн — Майкл
- Орли О — Таня, секретарь посла
- Линда Хой — мисс Перкинс
- Кенни Эллис — Сидней
- Геральд Бернс — Стив